# Polcenigo
Polcenigo (furlanisch Pulcinìc) ist eine nordostitalienische Gemeinde in der Region Friaul-Julisch Venetien. Sie liegt westlich von Pordenone und hat 3109 Einwohner (Stand 31. Dezember 2023). Die Gemeinde liegt 42 Meter über dem Meer und umfasst ein Gemeindegebiet von 49,19 km².
Das Gebiet der Gemeinde ist flach und liegt an der Livenza.
Die Gemeinde umfasst neben dem Hauptort Polcenigo fünf weitere Ortschaften und Weiler: Coltura, Gorgazzo, Mezzomonte, Range und San Giovanni. Die Nachbargemeinden sind Budoia, Caneva, Fontanafredda und Tambre (BL).
Polcenigo ist Mitglied der Vereinigung I borghi più belli d’Italia („Die schönsten Orte Italiens“).
Der Bahnhof Budoia-Polcenigo liegt beim Ort Santa Lucia der Gemeinde Budoia an der Bahnstrecke Gemona del Friuli–Sacile.

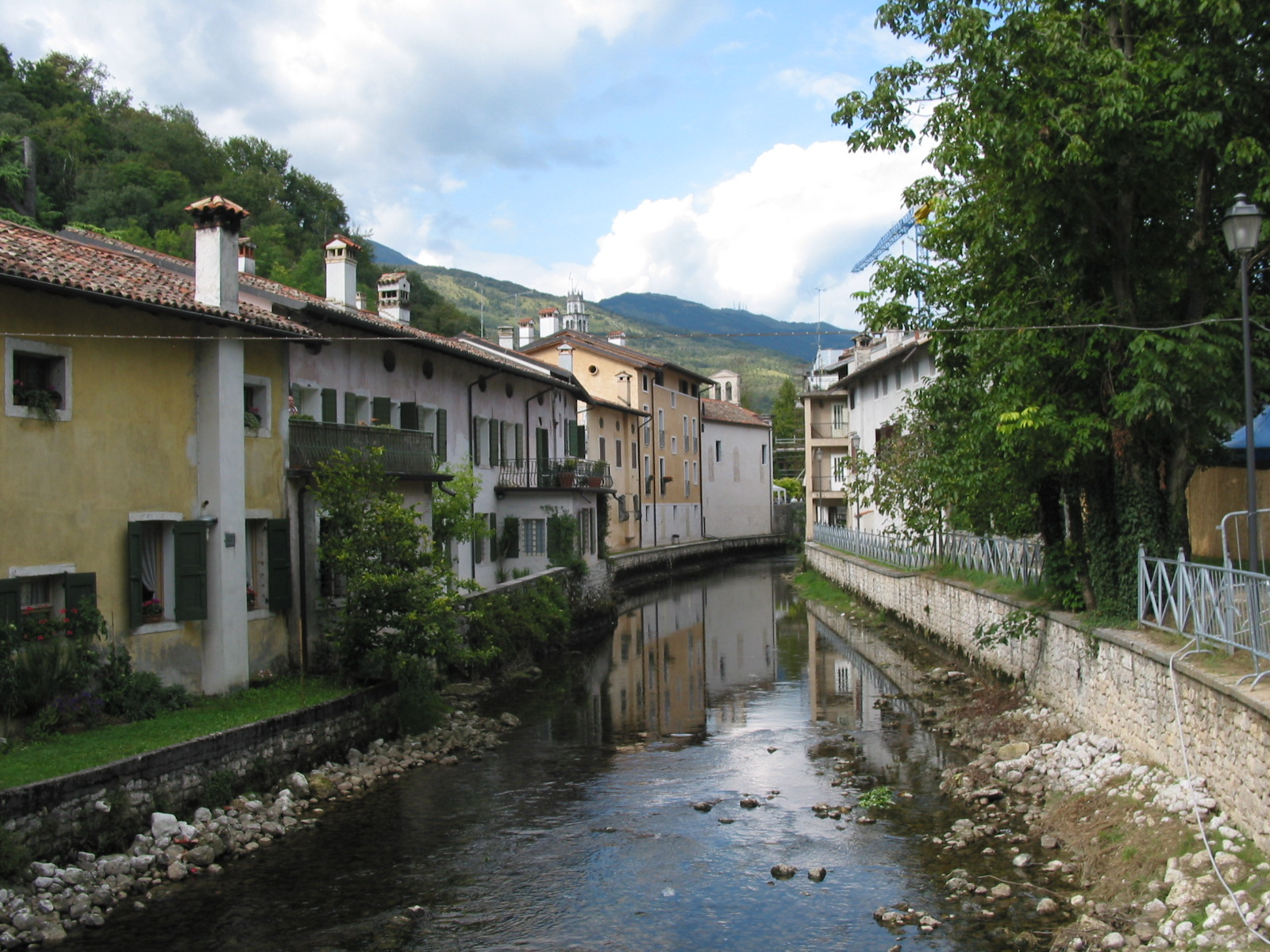
Livenza im Zentrum von Polcenigo
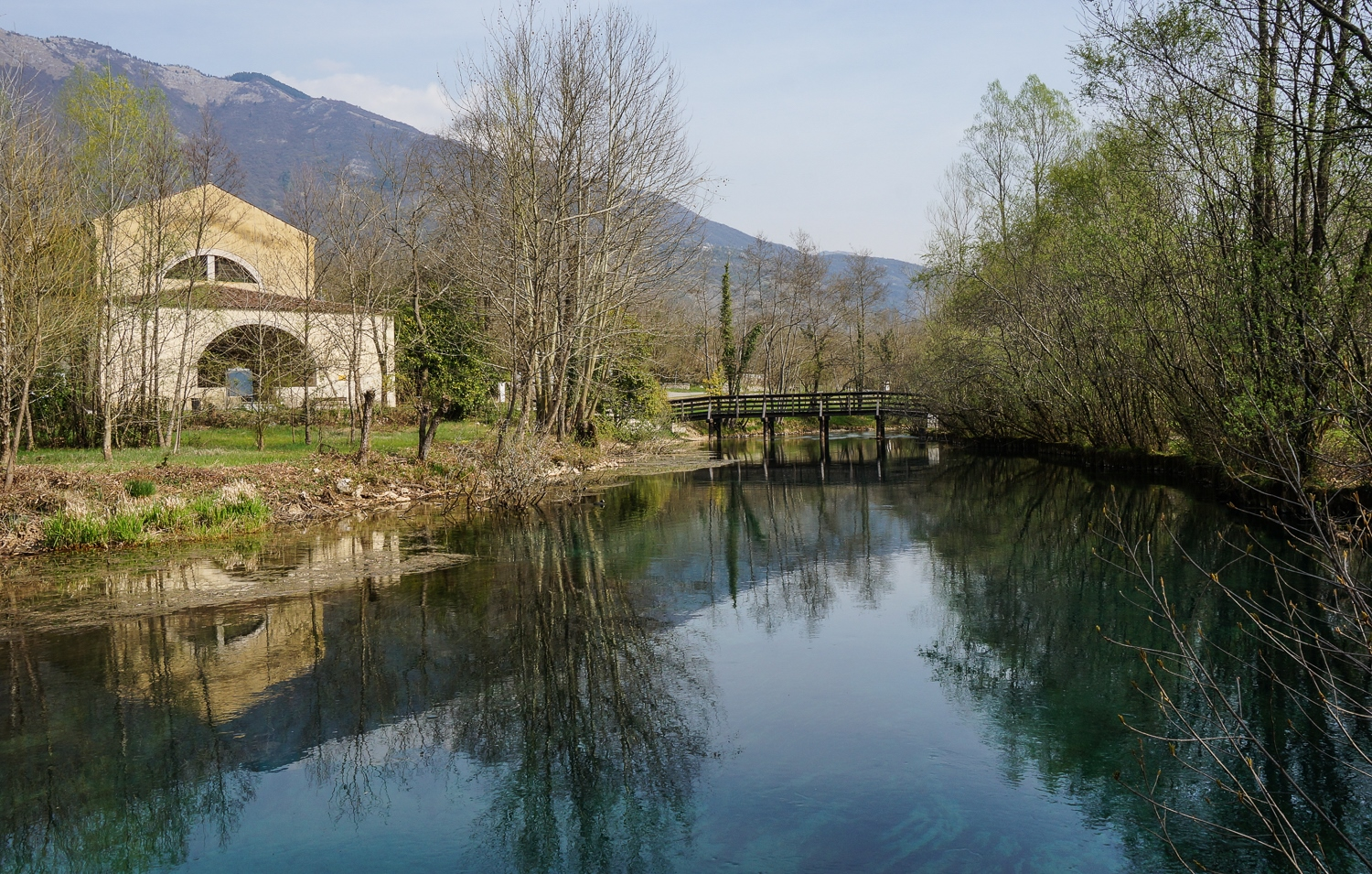
Livenza mit der Kirche zur hl. Dreifaltigkeit
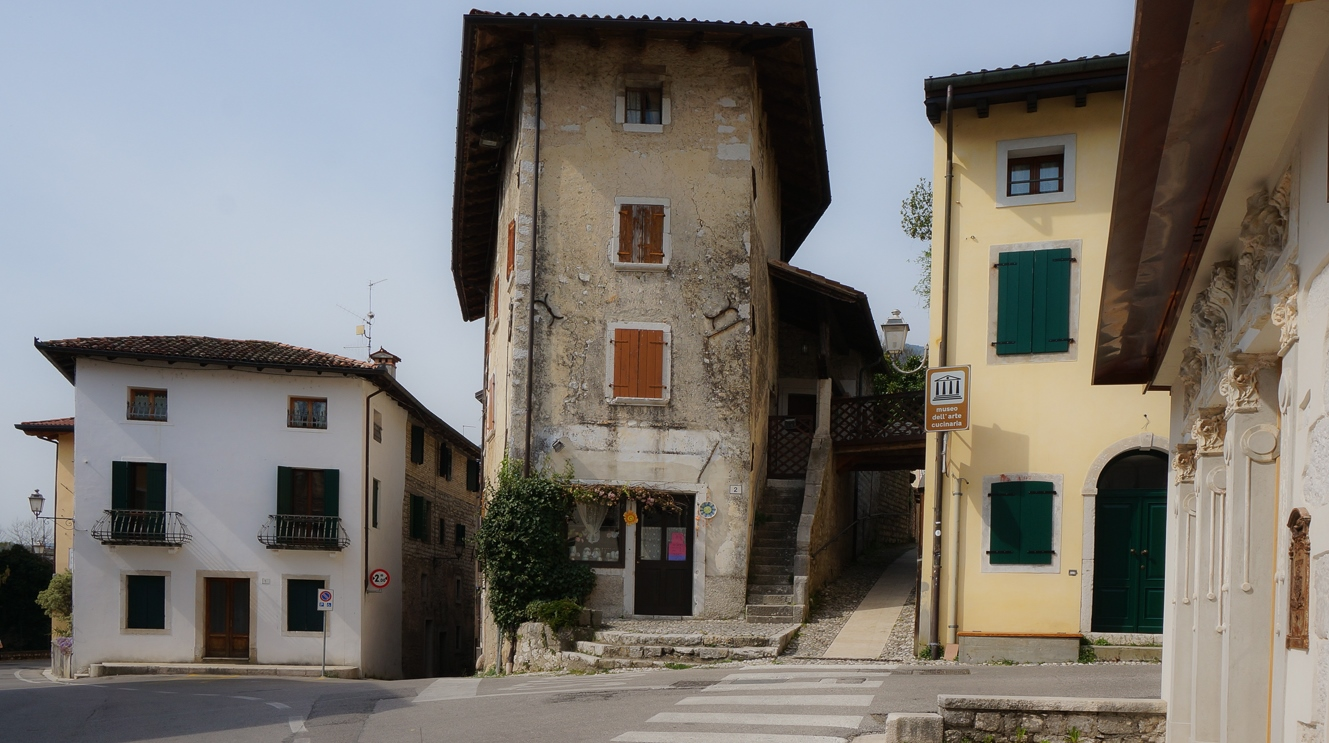
Zentrum in Polcenigo, Heimatmuseum
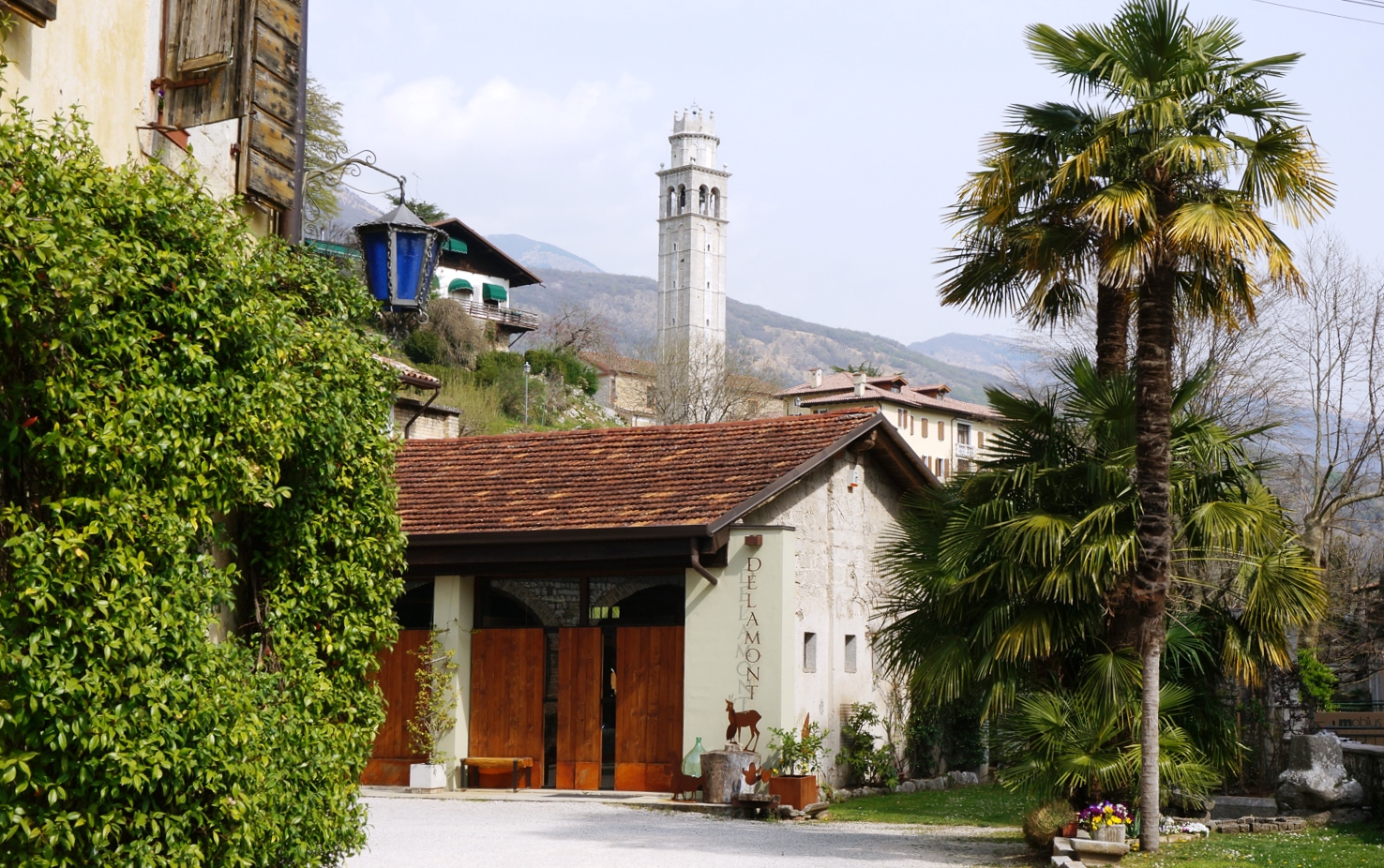
Zentrum Polcenigos und Glockenturm im Hintergrund
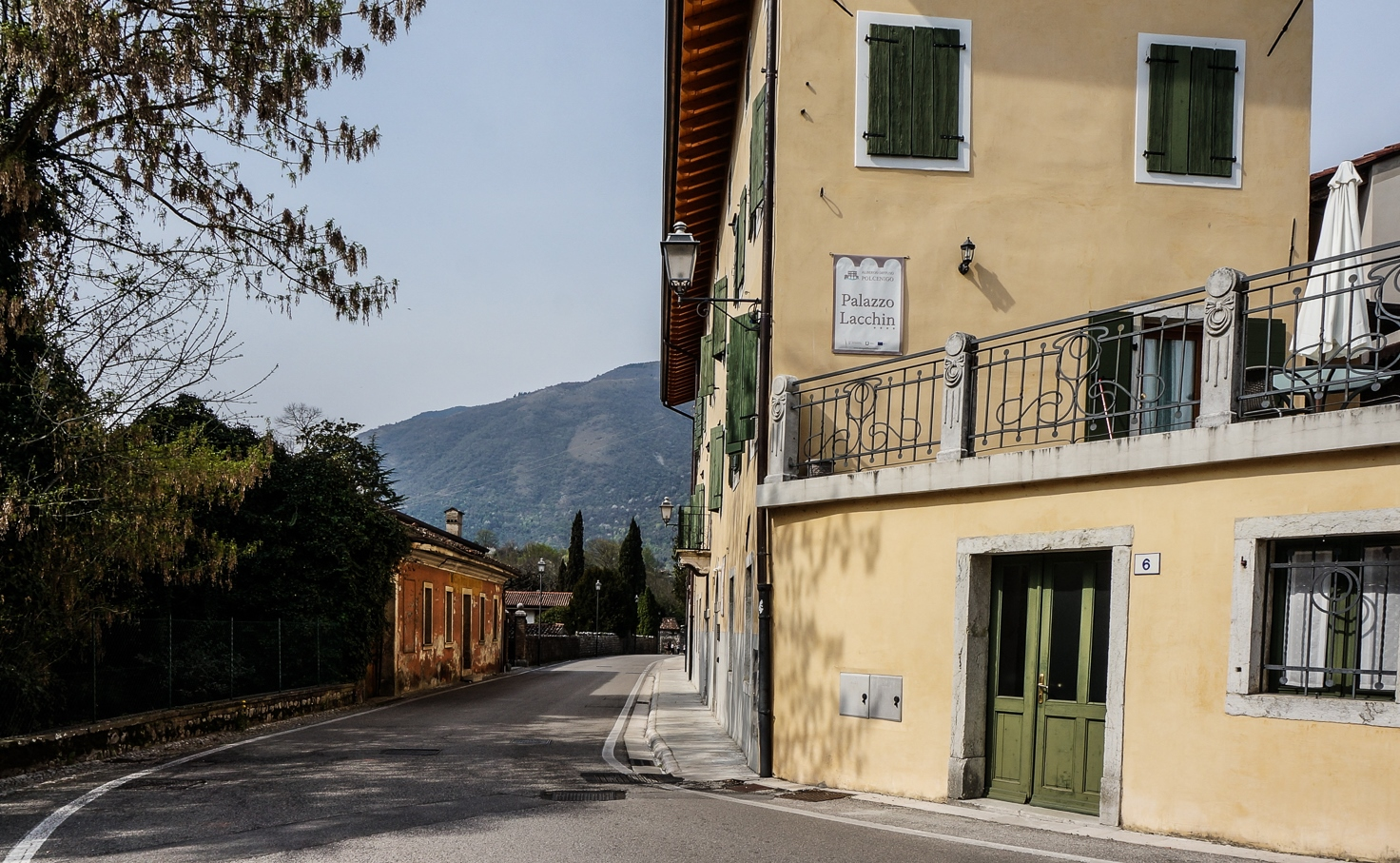
Palazzo Lacchin
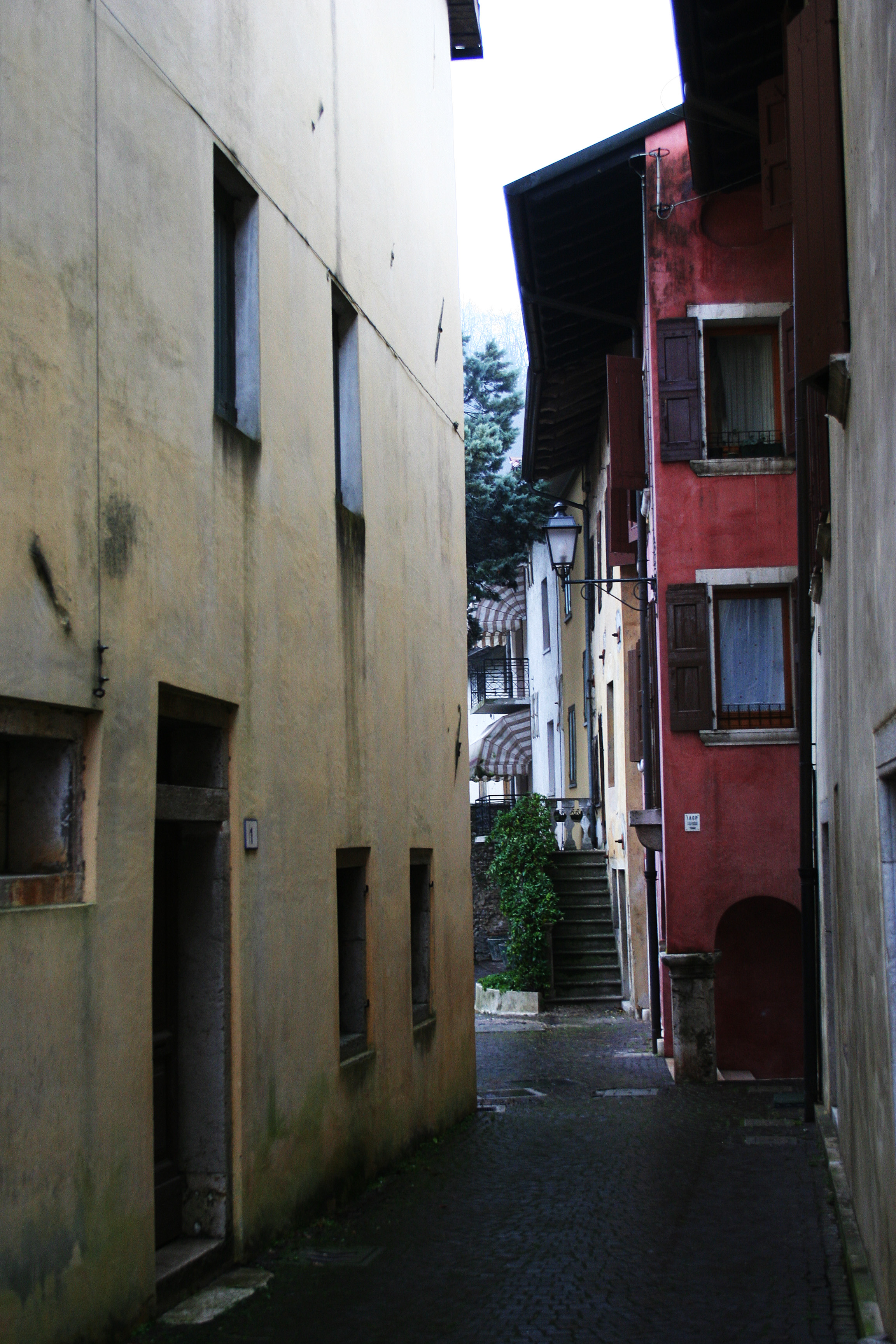
Gassenansicht
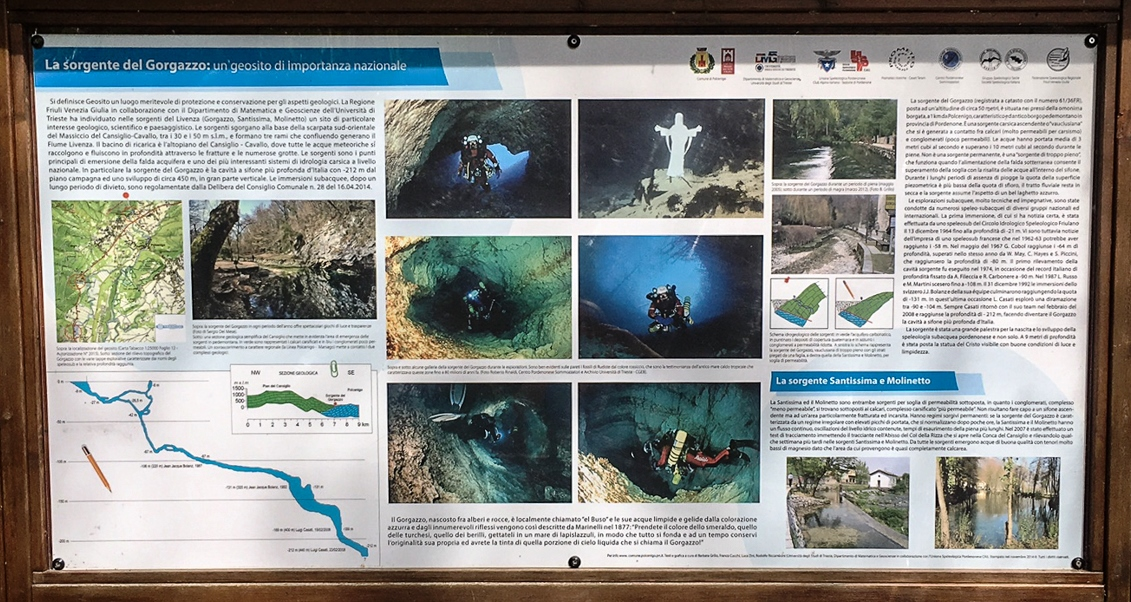
Quelle des Gorgazzo in Polcenigo
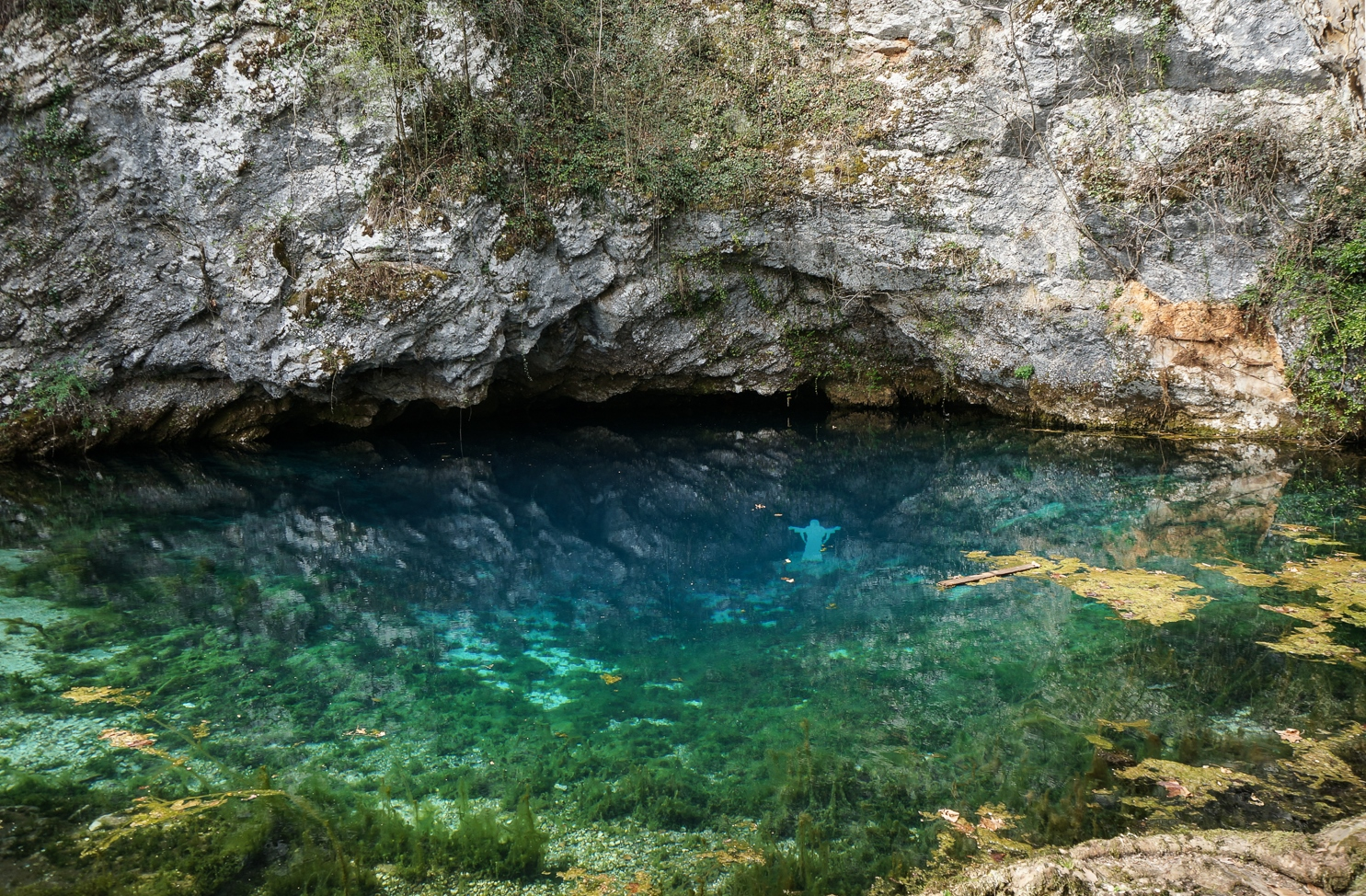
Quelle des Gorgazzo